# نیم‌منقاری اندونزی
نیم‌منقاری اندونزی (نام علمی: Nomorhamphus megarrhamphus) نام یک گونه از تیره نیم‌منقارماهی‌های زنده‌زا است.